# Léon Deladerrière
Léon Deladerrière (Annœullin, 1927. június 26. – Rixheim, 2013. március 13.) francia labdarúgócsatár.

## Pályafutása

### Klubcsapatokban
Legnagyobb sikerét az 1952–53-as szezonban érte el a  Nancy csapatával, amikor bejutott a francia kupa döntőjébe, ahol 2–1-re kikaptak a Lille OSC-től.

### A válogatottban
1952. április 20-án mutatkozott be a francia válogatottban a Portugália elleni barátságos mérkőzésen. Részt vett az 1954-es világbajnokság és az 1960-as Európa-bajnokság selejtezőiben.
1952 és 1958 között 11 mérkőzésen lépett pályára nemzetközi mérkőzéseken, és 3 gólt szerzett.

### Edzőként
Játékos-pályafutása után edzőként dolgozott a Toulouse FC, az FC Nancy, az LB Châteauroux, az FC Mulhouse és az US Boulogne csapatainál.